# Kristina Timanóvskaya
Kristina Serguéyevna Timanóvskaya (en ruso: Кристи́на Серге́евна Тимано́вская; en bielorruso: Крысці́на Сярге́еўна Цімано́ўская: Krystsina Siarguéyeuna Tsimanóuskaya) (Klimavichy, 19 de noviembre de 1996) es una velocista bielorrusa nacionalizada polaca especializada en las categorías de 60, 100 y 200 metros lisos.

## Carrera con Rusia
Comenzó su trayectoria profesional en 2013 participando en distintos torneos y pruebas en su país natal. En 2015 acudió a su primera cita internacional, en el Campeonato Europeo de Atletismo Sub-20 que se celebraba en Eskilstuna (Suecia), donde terminó sexta en la carrera de 100 metros con un tiempo de 11,85 segundos; también se presentaba a la prueba de 200 metros, donde quedó eliminada en la primera ronda, tras no poder superar en tiempo su marca de 24,51 s.
Dos años después alcanzaría las semifinales en la carrera de 60 metros en el Campeonato Europeo de Atletismo en Pista Cubierta de Belgrado (Serbia), en la que fue eliminada con 7.39 segundos. Más adelante ese año, en el Campeonato Europeo de Atletismo Sub-23 de Bydgoszcz (Polonia), ganaría la medalla de plata al lograr en los 100 metros un tiempo de 11,54 segundos, quedando por detrás de la polaca Ewa Swoboda. También participó en la carrera de 200 metros, donde acabó cuarta en 23,32 segundos. 
En 2018 participó en el Campeonato Mundial de Atletismo en Pista Cubierta que se celebró en Birmingham, siendo eliminada tras no bajar de una marca de 7,37 segundos en la fase clasificatoria. En el mes de agosto viajó hasta Berlín para participar en el Campeonato Europeo en las especialidades de 100 y 200 metros, siendo eliminada en ambas con 11,34 y 23,03 segundos respectivamente. 
2019 mejoraría los resultados competitivos de Kristina. Inicialmente, en el mes de marzo acudió a la cita de Glasgow por el campeonato europeo en pista cubierta, donde acabó séptima en la modalidad de 60 metros, con un tiempo de 7,26 segundos. El 23 de junio regresaba a Minsk, para competir en los Juegos Europeos que acogía su país natal. Saldría de esa cita con el aplauso nacional y la medalla de plata en los 100 metros (con 11,36 s.) por detrás de la eslovena Maja Mihalinec. En el mes de julio viajaba a Nápoles (Italia) para participar en la Universiada, donde compitió en 100 metros (quedó sexta con 11,44 segundos) y en 200 metros (ganadora de la medalla de oro, con 23 segundos justos). La última competición del año la llevó a Doha (Catar), en el Campeonato Mundial de Atletismo a finales de septiembre, donde quedó eliminada en la clasificación, al no poder hacer más que 23,22 segundos en la modalidad de 200 metros.

## Incidente de Tokio 2020

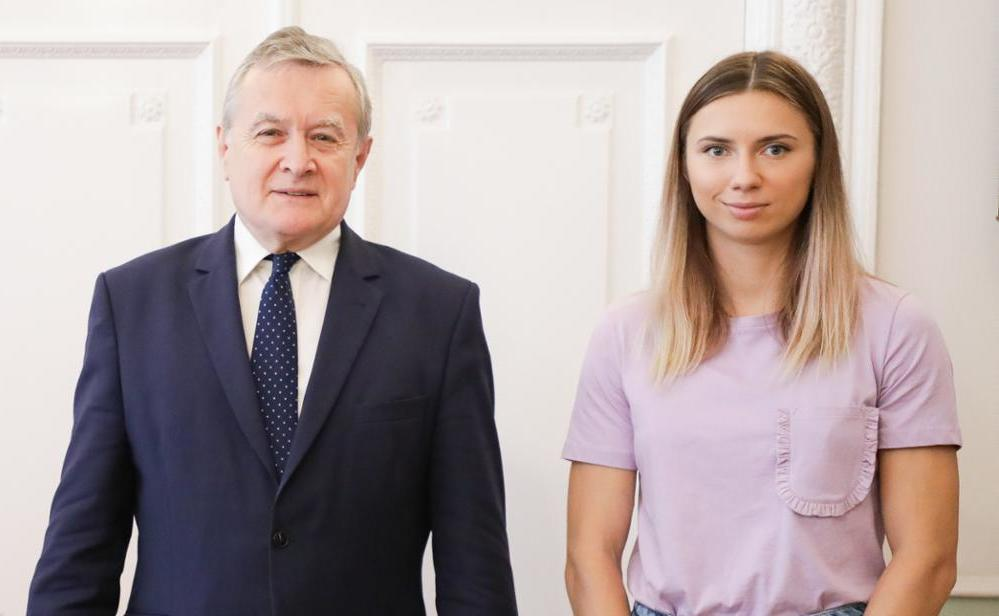
Tsimanouskaya con el vice primer ministro polaco Piotr Gliński en agosto de 2021.

En el transcurso de los Juegos Olímpicos de Tokio 2020, celebrados a finales de julio de 2021 por la pandemia de coronavirus, Timanóvskaya criticó en redes sociales que su federación olímpica la había inscrito para el encuentro de relevos, para el que no se había preparado físicamente. Posteriormente, el domingo 1 de agosto, en Twitter se denunció que su federación la presionaba para salir del país sin su permiso, pidiendo al Comité Olímpico Internacional ayuda mientras funcionarios japoneses la llevaban al Aeropuerto Internacional de Haneda en Tokio para regresar a Minsk. Según informó la agencia Reuters, Timanóvskaya planteó no subirse al avión y solicitar pedir asilo político, atribuyendo algunas fuentes a Austria o la República Checa, si bien al día siguiente se le vio entrando en la embajada de Polonia en el país. Pocos días después, Tsimanouskaya llegaba a Varsovia con una visa de asilo humanitario tras dejar los Juegos.
En agosto de 2023, el Panel de Revisión de Nacionalidad de World Athletics renunció al período de espera normal de tres años para los cambios de nacionalidad, lo que le permitió competir por Polonia. Una de sus primeras participaciones con su nueva nacionalidad fue en el Campeonato Mundial de Atletismo de Budapest, donde compitió en los 100 y 200 metros y en los relevos 4x100 metros.

## Resultados por competición

### Por temporada
| Representando a Bielorrusia | Representando a Bielorrusia                       | Representando a Bielorrusia | Representando a Bielorrusia | Representando a Bielorrusia | Representando a Bielorrusia |
| --------------------------- | ------------------------------------------------- | --------------------------- | --------------------------- | --------------------------- | --------------------------- |
| Año                         | Competición                                       | Lugar                       | Puesto                      | Modalidad                   | Marca                       |
| 2015                        | Campeonato Europeo de Atletismo Sub-20            | Eskilstuna                  | 6.ª                         | 100 metros                  | 11,85 s.                    |
| 2015                        | Campeonato Europeo de Atletismo Sub-20            | Eskilstuna                  | 17.ª (q)                    | 200 metros                  | 24,51 s.                    |
| 2017                        | Campeonato Europeo de Atletismo en Pista Cubierta | Belgrado                    | 12.ª (sf)                   | 60 metros                   | 7,39 s.                     |
| 2017                        | Campeonato Europeo de Atletismo Sub-23            | Bydgoszcz                   | 2.ª                         | 100 metros                  | 11,54 s.                    |
| 2017                        | Campeonato Europeo de Atletismo Sub-23            | Bydgoszcz                   | 4.ª                         | 200 metros                  | 23,32 s.                    |
| 2018                        | Campeonato Mundial de Atletismo en Pista Cubierta | Birmingham                  | 31.ª (q)                    | 60 metros                   | 7,37 s.                     |
| 2018                        | Campeonato Europeo de Atletismo                   | Berlín                      | 13.ª (sf)                   | 100 metros                  | 11,34 s.                    |
| 2018                        | Campeonato Europeo de Atletismo                   | Berlín                      | 10.ª (sf)                   | 200 metros                  | 23,03 s.                    |
| 2019                        | Campeonato Europeo de Atletismo en Pista Cubierta | Glasgow                     | 7.ª                         | 60 metros                   | 7,26 s.                     |
| 2019                        | Juegos Europeos                                   | Minsk                       | 2.ª                         | 100 metros                  | 11,36 s.                    |
| 2019                        | Universiada                                       | Nápoles                     | 6.ª                         | 100 metros                  | 11,44 s.                    |
| 2019                        | Universiada                                       | Nápoles                     | 1.ª                         | 200 metros                  | 23,00 s.                    |
| 2019                        | Campeonato Mundial de Atletismo                   | Doha                        | 26ª (q)                     | 200 metros                  | 23,22 s.                    |
| 2021                        | Campeonato Europeo de Atletismo en Pista Cubierta | Toruń                       | -                           | 60 metros                   | DQ                          |
| Representando a Polonia     |                                                   |                             |                             |                             |                             |
| Año                         | Competición                                       | Lugar                       | Puesto                      | Modalidad                   | Marca                       |
| 2023                        | Campeonato Mundial de Atletismo                   | Budapest                    | 5ª (H5)                     | 100 metros                  | 11,32 s.                    |
| 2023                        | Campeonato Mundial de Atletismo                   | Budapest                    | 8ª (SF2)                    | 200 metros                  | 23,34 s.                    |
| 2023                        | Campeonato Mundial de Atletismo                   | Budapest                    | 5ª                          | Relevos 4 x 100 metros      | 42,66 s.                    |
| 2024                        | Campeonato Europeo de Atletismo                   | Roma                        | 7ª (SF2)                    | 200 metros                  | 23,34 s.                    |
| 2024                        | Campeonato Europeo de Atletismo                   | Roma                        | 5ª (H2)                     | Relevos 4 x 100 metros      | 43,15 s.                    |
| 2024                        | Campeonato Mundial de Atletismo                   | París                       | 2ª (RH3)                    | 200 metros                  | 23,01 s.                    |

### Mejores marcas
| Disciplina                        | Marca    | Lugar    | Fecha                 |
| --------------------------------- | -------- | -------- | --------------------- |
| 60 metros lisos (pista cubierta)  | 7,21 s.  | Maguilov | 18 de febrero de 2017 |
| 100 metros lisos (exterior)       | 11,04 s. | Minsk    | 11 de julio de 2018   |
| 200 metros lisos (exterior)       | 22,75 s. | Varsovia | 9 de julio de 2023    |
| 200 metros lisos (pista cubierta) | 23,45 s. | Toruń    | 29 de enero de 2023   |
| Relevos 4 x 100 metros            | 42,65 s  | Budapest | 25 de agosto de 2023  |